# Live in Amsterdam (альбом Toto)

## CD
«Live in Amsterdam» — це концертний альбом гурту «Toto», випущений у 2003 році, лейблом "Eagle Records". Альбом ґрунтується на запису амстердамського концерту гурту, який відбувся 29 травня 2003. 
Тур на підтримку альбому Through the Looking Glass був присвячений 25-річчю творчої діяльності «Toto». Цей виступ в столиці Нідерландів був одним з концертів у цьому турі, тому інколи цей альбом має назву «25th Anniversary - Live In Amsterdam».
Також існує відео-версія цього виступу, яка була видана на DVD.

### Композиції
1. Medley:
  - Girl Goodbye
  - Goodbye Elenore
  - Child's Anthem
  - I'll Supply The Love
2. Gift With A Golden Gun
3. While My Guitar Gently Weeps
4. Bodhisattva
5. Africa
6. Keyboard Solo
7. Dune
8. Medley: (Toto)
  - Waiting For Your Love
  - Georgy Porgy
  - Lion
  - Hydra
  - English Eyes
  - Till The End
9. I Won't Hold You Back
10. Rosanna
11. Afraid Of Love
12. Hold The Line
13. Next To You
14. Home Of The Brave (Steve Lukather/David Paich/Jimmy Webb/Joseph Williams)
15. White Sister

## DVD
«Live in Amsterdam» — це концертний відео-альбом гурту «Toto», випущений у 2003 році, лейблом "Eagle Records". Альбом ґрунтується на запису амстердамського концерту гурту, який відбувся в рамках ювілейного туру, присвяченого 25-річній діяльності гурту. 

### Композиції
1. Medley:
  - Girl Goodbye
  - Goodbye Elenore
  - Child's Anthem
  - I'll Supply The Love
2. Gift With A Golden Gun
3. While My Guitar Gently Weeps
4. Bodhisattva
5. Africa
6. Keyboard Solo
7. Dune
8. Medley: (Toto)
  - Waiting For Your Love
  - Georgy Porgy
  - Lion
  - Hydra
  - English Eyes
  - Till The End
9. I Won't Hold You Back
10. Rosanna
11. Afraid Of Love
12. Hold The Line
13. Next To You
14. Home Of The Brave
15. White Sister

## Над альбомом працювали

### Toto
- Боббі Кімбелл: вокал
- Стів Лукатер: гітари, вокал
- Девід Пейч: клавішні, бек-вокал, вокал
- Майк Поркаро: бас-гітара
- Саймон Філліпс: барабани

Бек-вокалісти
- Тоні Спіннер - бек-вокал, гітара
- Джон Джессел - бек-вокал, клавішні

### Технічна інформація
- Produced and mixed by Simon Phillips
- Mastered by: Mark Waldrep and Dominic Robelotto